# Kathryn Grant
Kathryn Grant, pseudonimo di Olive Kathryn Grandstaff, conosciuta anche come Kathryn Crosby (West Columbia, 25 novembre 1933 – Hillsborough, 20 settembre 2024), è stata un'attrice statunitense.

## Biografia
Ebbe una breve carriera cinematografica durante gli anni cinquanta, dapprima in ruoli secondari non accreditati. È principalmente nota per aver recitato in Anatomia di un omicidio (1959) di Otto Preminger.
Nel 1957 sposò l'attore e cantante Bing Crosby, di 30 anni più anziano, dal quale ebbe tre figli: Harry (1958), Mary (1959) e Nathaniel (1961). Il matrimonio durò fino alla morte di Crosby nel 1977.
Nel 2000 si risposò con Maurice W. Sullivan, di cui rimase vedova nel 2010 a causa di un incidente stradale.

## Filmografia parziale

### Cinema
- Sogno di Bohème (So This Is Love), regia di Gordon Douglas (1953)
- La freccia insanguinata (Arrowhead), regia di Charles Marquis Warren (1953)
- Eternamente femmina (Forever Female), regia di Irving Rapper (1953)
- La grande notte di Casanova (Casanova's Big Night), regia di Norman Z. McLeod (1954)
- Più vivo che morto (Living It Up), regia di Norman Taurog (1954)
- La finestra sul cortile (Rear Window), regia di Alfred Hitchcock (1954)
- Senza catene (Unchained), regia di Hall Bartlett (1955)
- Quarto grado (Tight Spot), regia di Phil Karlson (1955)
- Cella 2455 braccio della morte (Cell 2455, Death Row), regia di Fred F. Sears (1955)
- 5 contro il casinò (5 Against the House), regia di Phil Karlson (1955)
- La città del vizio (The Phenix City Story), regia di Phil Karlson (1955)
- Mia sorella Evelina (My Sister Eileen), regia di Richard Quine (1955)
- Al centro dell'uragano (Storm Center), regia di Daniel Taradash (1956)
- Rappresaglia (Reprisal!), regia di George Sherman (1956)
- L'uomo dalla forza bruta (The Wild Party), regia di Harry Horner (1956)
- Le avventure di mister Cory (Mister Cory), regia di Blake Edwards (1957)
- Il forte delle amazzoni (The Guns of Fort Petticoat), regia di George Marshall (1957)
- The Night the World Exploded, regia di Fred F. Sears (1957)
- Off Limits - Proibito ai militari (Operation Mad Ball), regia di Richard Quine (1957)
- I fratelli Rico (The Brothers Rico), regia di Phil Karlson (1957)
- Il sentiero della violenza (Gunman's Walk), regia di Phil Karlson (1958)
- Il 7º viaggio di Sinbad (The 7th Voyage of Sinbad), regia di Nathan Juran (1958)
- Anatomia di un omicidio (Anatomy of a Murder), regia di Otto Preminger (1959)
- Il grande circo (The Big Circus), regia di Joseph M. Newman (1959)
- La principessa e lo stregone (1001 Arabian Nights), regia di Jack Kinney (1959) - voce
- Queen of the Lot, regia di Henry Jaglom (2010)

### Televisione
- Damon Runyon Theater – serie TV, episodio 1x17 (1955)
- Celebrity Playhouse – serie TV, episodio 1x20 (1956)
- Ben Casey – serie TV, episodio 5x26 (1966)

## Doppiatrici italiane
- Maria Pia Di Meo in Al centro dell'uragano, Off limits proibito ai militari, Il 7º viaggio di Sinbad, Il grande circo
- Flaminia Jandolo ne La città del vizio, Il forte delle amazzoni, Il sentiero della violenza
- Rita Savagnone ne Le avventure di mister Cory
- Fiorella Betti in Anatomia di un omicidio
- Eleonora De Angelis ne Il 7º viaggio di Sinbad (ridoppiaggio)